# Viantienjoki
Viantienjoki är ett vattendrag i Finland.   Det ligger i landskapet Lappland, i den centrala delen av landet, 600 km norr om huvudstaden Helsingfors.